# Wilhelm Büxten

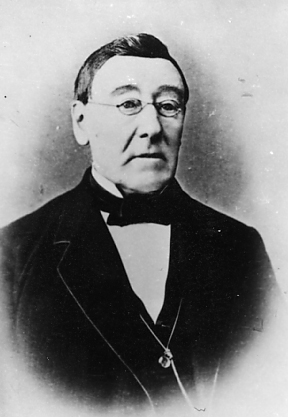
Wilhelm Büxten

Wilhelm Büxten (* 1. November 1810 in Lockhausen-Büxten im Amt Schötmar; † 17. Juni 1892 in Salzuflen) war Gutsbesitzer, lippischer Landtagsabgeordneter und Mitglied des Deutschen Reichstags.

## Familie
Büxten wurde als ältester Sohn des Meiers zu Büxten († 1811) und dessen Frau Friederike, geb. Brinkmeier, aus Werl geboren. Die Ahnenreihe reicht bis in das Jahr 1487 zurück, viele Minden-Ravensberger und westlippische Bauerngeschlechter sind in der Ahnengalerie der „Meyer to Büxten“ zu finden.
Wilhelm Büxten besuchte die Volksschule in Lockhausen, eine Privatschule in Herford und machte bei Peter Ambrosius Hausmann auf der Domäne Breda im heutigen Lemgoer Ortsteil Matorf-Kirchheide eine Ausbildung für Ackerbau und Viehzucht.
1836 heiratete Büxten die aus Vlotho stammende Amalie Hermine Thoss († 24. August 1876 in Detmold).

„Todesanzeige. Heute Morgen um 4 Uhr entriß uns, mir und meinen Kindern, der unerbittliche Tod nach kurzem, unerwartet eingetretenen Leiden meine theure unvergeßliche Gattin. Wer die Entschlafene kannte, wird die Größe unseres herben Verlustes zu würdigen wissen. – Indem ich tiefbetrübt meinen Freunden und Bekannten diese Traueranzeige widme, bitte ich, auch Namens meiner Kinder, um stille Theilnahme. – Die Beerdigung findet am Sonntagmittag in Schötmar nach Beendigung des Gottesdienstes und die Abfahrt von hier um ½8 Uhr Morgens statt.
Detmold, 24. August 1876. W. Büxten.“

„Für die vielen aufrichtenden und tröstlichen Beweise herzlicher Theilnahme, welche uns wegen des herben Verlustes meiner theuren Lebensgefährtin, in diesen Tagen, namentlich auch am gestrigen Beerdigungstage in Schötmar, geworden sind, sage ich, da mündlich es zu thun mir nicht möglich ist, hiermit, auch Namens meiner Kinder, Allen und jdem Einzelnen öffentlich unseren tiefgefühlten innigsten Dank.
Detmold, 27. August 1876. W. Büxten.“

Mit ihr hatte er acht Kinder, von denen nur Karl (* 1841), Robert (* 1842) und Wilhelm August (* 28. Juni 1848) das Kindesalter überlebten. Karl Büxten, der sich mit seinem Vater überworfen hatte, heiratete 1869 nach Biemsen in den Hof Dust ein, Wilhelm August wanderte 1871 über New Orleans nach Watertown im US-Bundesstaat Wisconsin aus und war dort als Bierbrauer tätig.
Wilhelm Büxten übernahm 1836 das Gut () seines Stiefvaters Philipp Meier zu Vinnen, den seine Mutter in vierter Ehe geheiratet hatte. Unter seiner Führung entwickelte sich der Hof zu einem der größten in der Region. Als er ihn 1875 verkaufte, erhielt Büxten für das 747 Scheffelsaat (= 128 Hektar) große Anwesen mit der ganzen Ernte auf bestem lippischen Boden, Teich und dem gesamten Wirtschaftsinventar 125.000 Taler.
Er starb im Juni 1892 in seiner Salzufler Wohnung. Mehr als 250 Personen, darunter viele Einwohner Lockhausens, Gutsbesitzer, Lehrer, Abgeordnete und Beamte, gaben ihm das letzte Geleit, als er auf dem Schötmaraner Friedhof an der Seite seiner Frau beigesetzt wurde.

## Politisches Wirken

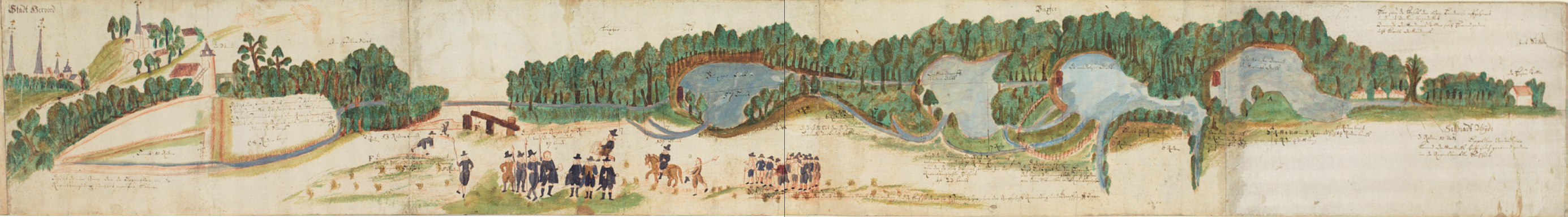
1600: Grenzziehung zwischen der Grafschaft Ravensberg und dem Fürstentum Lippe südlich Herford beim Büxter Teich.

1844 wurde Büxten Gemeinde- und Schulvorsteher der Bauernschaften Lockhausen, Vinnen und Übbentrup. Erst nach dem Verkauf seines Hofes im Jahr 1875, verzichtete er auf dieses Amt.
Ab 1859 bis 1889 war er Mitglied des Lippischen Landtags und ab 1865 dort auch Ausschuss-Deputierter. Büxten hatte bereits bei der Wahl im Frühjahr 1849 für den Landtag kandidiert, war damals jedoch unterlegen.
Im Jahr 1863 nahm Wilhelm Büxten am zweiten Congress deutscher Abgeordneter (Abgeordnetentag) in Frankfurt am Main teil.
Wegen ‚Beleidigung des Landesherrn‘ wurde Büxten 1876 zu einer zweimonatigen Haftstrafe in der Festung Wesel, die er am 21. August antrat, verurteilt.
Büxten wurde am 11. April 1878 an Stelle des am 30. Dezember 1877 verstorbenen Franz Hausmann zum Reichstagsabgeordneten gewählt, dort vertrat er bis 1887 den Reichstagswahlkreis Fürstentum Lippe für die Deutsche Fortschrittspartei. Wilhelm Büxten war ein langjähriger politischer Freund Hausmanns; dieser hatte zusammen mit Büxten die lippische Fortschrittspartei geführt.

## Veröffentlichungen
- Der lippische Landtag. In: Die Sonntagspost Nr. 8/1862 vom 23. Februar 1862, S. [33]-34; Nr. 9/1862 vom  2. März 1862, S. [37]-39
- An meine Partheigenossen. In: Die Sonntagspost Nr. 37/1867 vom 15. September 1867, S. [145]-146
- Rückblicke auf die Landtagssession. In: Lippische Post Nr. 68/1877 vom 25. August 1877